# Alfredo Bini

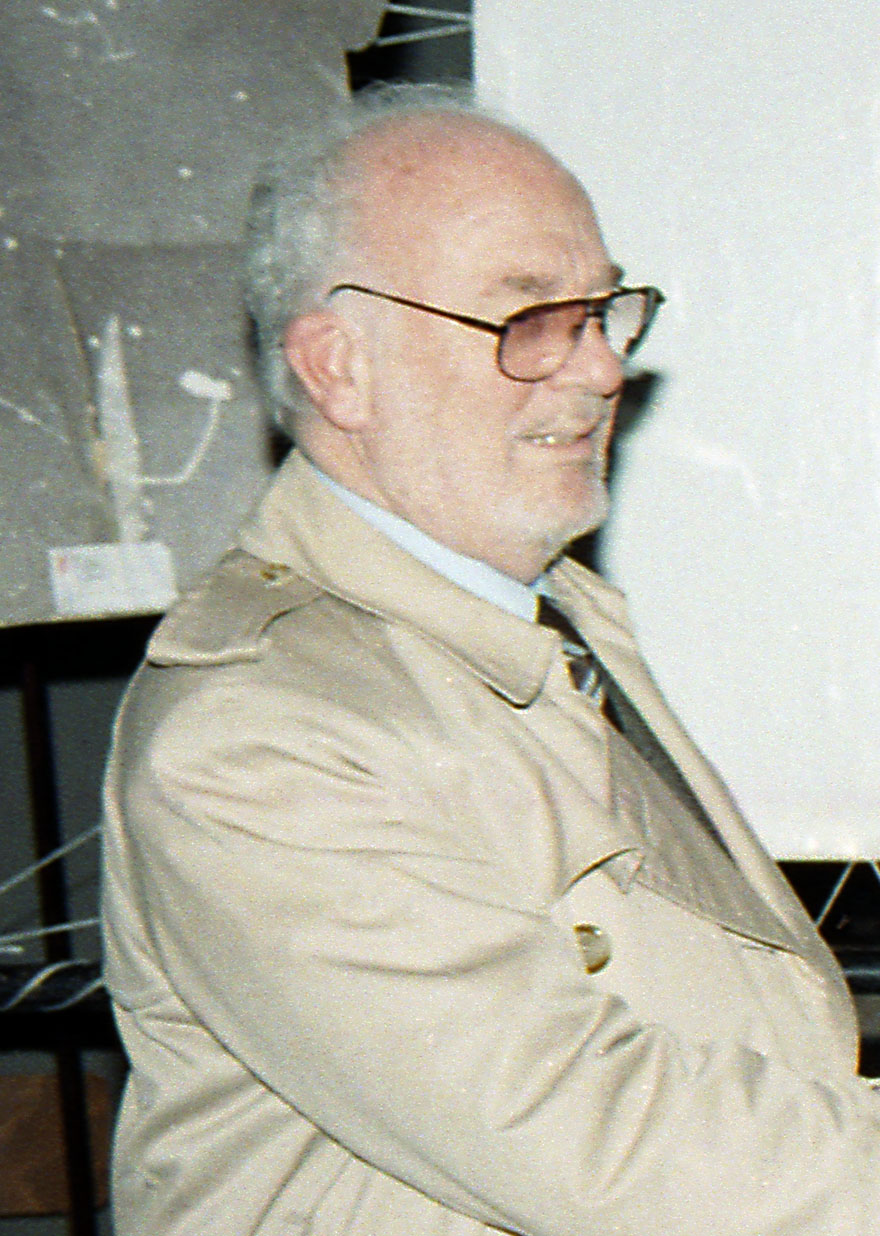
Alfredo Bini, 1997

Alfredo Bini (* 12. Dezember 1926 in Livorno; † 16. Oktober 2010 in Tarquinia) war ein italienischer Filmproduzent. Bekannt ist er vor allem als Produzent zahlreicher Filme Pier Paolo Pasolinis.

## Leben
Alfredo Bini kam 1945 nach Rom, über das Theater und Statistenrollen in den Cinecittà Studios gelangte er zum Film. Dort arbeitete er in den fünfziger Jahren überwiegend als Produktionsassistent. 1960 gründete er mit den Drehbuchautoren Furio Scarpelli und Agenore Incrocci sowie den Regisseuren Mario Monicelli und Luigi Comencini  die Produktionsfirma Film 5. Die Firma löste sich aber bereits nach dem ersten Film A cavallo della tigre wieder auf.
1960 gründete Bini seine eigene Produktionsfirma Arco Film. Über Mauro Bolognini, den Regisseur seiner ersten Produktion Il bell’Antonio, lernte er Pier Paolo Pasolini kennen, dessen Filme er von Accattone (1961) bis Edipo re (1967) produzierte. Federico Fellini hatte die anfänglich zugesagte Produktion von Pasolinis Debütfilm Accattone durch seine Produktionsfirma Federiz nach Sichtung des ersten Materials zurückgezogen. Bolognini, der das Drehbuch bei Pasolini eher zufällig gesehen hatte, war jedoch davon begeistert und vermittelte den Film an Bini. Accattone wurde ein großer Erfolg und erhielt breite öffentliche Aufmerksamkeit, er war jedoch, wie alle Filme Pasolinis, die folgen sollten, auch sehr umstritten. Bini ließ Pasolini, wie auch seinen anderen Regisseuren, dennoch bei allen Filmen vollkommen freie Hand, was die Arco Film 1963 durch den Prozess um La ricotta (eine Episode in RoGoPaG) in finanzielle Bedrängnis brachte. Der in Reimen gesungene Filmvorspann zu Große Vögel, kleine Vögel (Uccellacci e uccellini, 1966) spielt darauf an:

„Mit Uccelacci e uccellini
 gefährdet seinen Ruf der Regisseur Pier Paolo Pasolini.
Und sein Vermögen riskiert hat Produzent Alfredo Bini.“

1969 stritt Bini mit Fellini um die Filmrechte am Stoff des antiken Romanes Satyricon und gewann den Prozess; sowohl Bini als auch Fellini brachten anschließend einen Film heraus: Binis Satyricon unter der Regie von Gian Luigi Polidoro und Fellinis Satyricon. Binis schnell abgedrehte Version wurde von der Kritik jedoch nicht gut aufgenommen und hatte mit der Zensur zu kämpfen (Vorwurf der Obszönität). Bini verteidigte den Film in einem langen Aufsatz Appunti per chi ha il dovere civile, professionale e politico di difendere il cinema italiano. Nach gut 20 Filmen löste Bini die Arco Film 1970 auf.
Mit neuen Firmen blieb Bini im Filmgeschäft aktiv, er gründete die Finarco (1969–1975), Gericho Sound (1969–1975) und Nuova Linea Cinematografica (1970–1974), entwickelte mit diesen Firmen jedoch kein eigenständiges Profil mehr und ko-produzierte viele Filme. Er produzierte zunehmend auch für den Fernseh- und Video-Markt.
Bini leitete 1987 für drei Jahre den Filmmarkt der Mailänder Messe (MIDEF), restrukturierte diesen erfolgreich und bereitet ihn auf die moderne Entwicklung der kommerziellen Märkte der Film- und Fernsehdistribution vor.
Das Centro Sperimentale di Cinematografia, die Stiftung der Nationalen Filmschule und Kinemathek Italiens, ernannte Bini für die Jahre 1994–1995 als Nachfolger von Lina Wertmüller zum Mitglied der Kommission (Commissario straordinario).
Alfredo Bini war von 1963 bis 1980 mit der Schauspielerin Rosanna Schiaffino verheiratet, die auch in vielen seiner Produktionen spielte. Die beiden haben eine gemeinsame Tochter Annabella, die 1969 geboren wurde.

## Filmografie (Auswahl)
- 1958: Gesetz ist Gesetz (La loi, c’est la loi)
- 1960: Bel Antonio (Il bell'Antonio)
- 1960: Das Haus in der Via Roma (La viaccia)
- 1961: Vergewaltigt in Ketten (A cavallo della tigre)
- 1961: Accattone – Wer nie sein Brot mit Tränen aß (Accattone)
- 1962: I nuovi angeli
- 1962: Die schöne Ippolita (La bellezza di Ippolita)
- 1962: Mamma Roma
- 1962: RoGoPaG
- 1964: Gastmahl der Liebe (Comizi d'amore) (Dokumentarfilm)
- 1964: Das 1. Evangelium – Matthäus (Il vangelo secondo Matteo)
- 1965: Mandragola (La mandragola)
- 1966: Große Vögel, kleine Vögel (Uccellacci e uccellini)
- 1966: El Greco
- 1967: Edipo Re – Bett der Gewalt (Edipo Re)
- 1967: Ich komme vom Ende der Welt (L'avventuriero)
- 1967: Bora Bora
- 1969: Die Degenerierten (Satyricon)
- 1969: I due Kennedy
- 1972: Africa-Erotica (Il decamerone nero)
- 1974: Lancelot, Ritter der Königin (Lancelot du lac)

## Auszeichnungen
- 1962: Nastro d’Argento: bester Produzent, für sein bisheriges Werk[7]
- 1968: Nastro d’Argento: bester Produzent, für Edipo re[7]
- 2009: Premio Vittorio De Sica[8]